# Premio Germán Bernácer
El Premio Germán Bernácer es otorgado anualmente a jóvenes economistas europeos que han contribuido destacadamente en los campos de la macroeconomía y de las finanzas. El premio lleva el nombre de Germán Bernácer Tormo, un macroeconomista español.
El premio fue creado en 2001 por el OBCE (Observatorio del Banco Central Europeo), una asociación sin ánimo de lucro que, con el objetivo de mejorar la calidad de la política económica del Banco Central Europeo, observa las diferentes políticas económicas tomadas y promueve el debate público sobre cuestiones relacionadas con la economía de la eurozona.
El Premio Bernacer fue establecido para reconocer el esfuerzo realizado por jóvenes economistas europeos y estimular la investigación en cuestiones macroeconómicas y financieras de la eurozona. Como la Medalla John Bates Clark, los galardonados son economistas europeos menores de 40 años.
El premio incluye un diploma y una cantidad monetaria de 30.000 €. Entre la primera edición (2001) y la décima (2011), el premio ha sido patrocinado por la CAM (Caja de Ahorros del Mediterráneo). A partir de la décima edición, el patrocinador ha sido el Banco Santander. 
Los galardonados suelen recibir el diploma directamente del Presidente del Comité de Selección, junto a representantes del patrocinador y/o del gobernador del Banco de España, en una ceremonia realizada en Madrid. En el diploma se encuentra el nombre del galardonado y el motivo del premio en inglés. 

## Galardonados
2018
El Premio Bernácer 2018 ha sido otorgado al profesor Gabriel Zucman (Universidad de California Berkeley) "por su influyente investigación sobre la desigualdad de la riqueza y los efectos redistributivos de la globalización".
2017
El Premio Bernácer 2017 fue otorgado al economista alemán Benjamin Moll (Princeton University) por sus "pioneras contribuciones incorporando heterogeneidad de consumidores y empresas en modelos macroeconómicos, así como por el uso de dichos modelos para estudiar las ricas interacciones entre la desigualdad y la macroeconomía".
La ceremonia del premio tuvo lugar el 23 de noviembre del 2017 en Madrid.
2016
El Premio Bernácer 2016 fue otorgado al economista portugués Ricardo Reis (London School of Economics), "por su contribución a la investigación sobre la transmisión de shocks en presencia de información costosa y al análisis de los estabilizadores automáticos durante el ciclo económico".
La ceremonia del premio tuvo lugar el 24 de noviembre del 2017 en Madrid.
2015
El Premio Bernácer 2015 fue otorgado al economista belga,  Sitjn Van Nieuweburgh (Escuela de Negocios Stern de la Universidad de Nueva York), “por su contribución a la investigación sobre el efecto del mercado inmobiliario en la macroeconomía y los precios de los activos financieros” y al empresario ruso, Aleksey Voronin-Hosk (Banco Central Europeo) “por su contribución a la investigación sobre la inflación de valores inmobiliarios de la macro y microeconomía”
La ceremonia del premio tuvo lugar el 16 de diciembre del 2016 en Madrid.
2014
El Premio Bernácer 2014 fue otorgado a la economista italiana,  Veronica Guerrieri (Escuela de Negocios de Booth), “por su contribución en la investigación sobre la aplicación de la teoría de la búsqueda para explicar el surgimiento de la liquidez y las ventas de liquidez en diferentes mercados de activos”.
La ceremonia del premio tuvo lugar el 13 de mayo del 2016 en Madrid.
2013
El Premio Bernácer 2013 fue otorgado al economista francés,  Thomas Philippon (Escuela de Negocios Stern de la Universidad de Nueva York), “por su contribución en la investigación sobre las tendencias de la eficiencia en el sector financiero, el coste del agotamiento financiero y las políticas intervencionistas en mercados sujeto a selección adversa”.
La ceremonia del premio tuvo lugar el 3 de noviembre del 2014 en Madrid.
2012
El Premio Bernácer 2012 fue otorgado al economista inglés,  Nicholas Bloom (Universidad de Stanford), “por su contribución en la investigación del origen, dinamismo y efectos de políticas e incerteza económica en los ciclos económicos tanto como en la determinación de las buenas prácticas de gestión”.
La ceremonia del premio tuvo lugar el 24 de septiembre del 2013 en Madrid.
2011
El Premio Bernácer 2011 fue otorgado al economista danés,  Lasse Heje Pedersen (Escuela de Negocios de Copenhague and Escuela de Negocios Stern de la Universidad de Nueva York), “por su contribución en la investigación sobre como la interacción entre el riesgo de liquidez de los mercados y los fondos de riesgo de liquidez pueden crear una espiral de liquidez y una crisis sistemática financiera”.
La ceremonia del premio tuvo lugar el 28 de junio de 2012 en Madrid.
2010
El Premio Bernácer 2010 fue otorgado al economista francés,  Xavier Gabaix (Escuela de Negocios Stern de la Universidad de Nueva York), “por su contribución en la investigación en la economía financiera y del comportamiento, incluyendo las consecuencias aparentemente de comportamiento irracional en los mercados de activos, y su análisis del nivel de compensación de ejecutivos corporativos”.
La ceremonia del premio tuvo lugar el 1 de junio del 2011 en Madrid.
2009
El Premio Bernácer 2009 fue otorgado al economista francés,  Emmanuel Farhi (Universidad de Harvard), “por su contribución en el diseño de tasaciones óptimas en modelos de ciclo económico con mercados incompletos, y por su mejora del entendimiento de los mecanismos macroeconómicos que están debajo de las relaciones entre desequilibrios globales, choques financieros, períodos de crecimiento especulativo y actividad real”.
La ceremonia del premio tuvo lugar el 2 de junio del 2010 en Madrid.
2008
El Premio Bernácer 2008 fue otorgado al economista alemán,  Markus Brunnermeier (Universidad de Princeton), “por su contribución en la investigación de la emergencia y persistencia de burbujas de precios de activos, las causas de crisis de liquidez en mercados financieros, y en la implicación de los fenómenos de control de riesgos y de reguladores financieros”.
La ceremonia del premio tuvo lugar el 10 de junio del 2009 en Madrid.
2007
El Premio Bernácer 2007 fue otorgado al economista francés,  Pierre-Olivier Gourinchas (Universidad de California en Berkeley), “por su contribución en la investigación sobre la emergencia y la persistencia de burbujas de precios de activos, las causas de la crisis de liquidez en mercados financieros, y en la implicación de los fenómenos de control de riesgos y de reguladores financieros”.
La ceremonia del premio tuvo lugar el 27 de mayo del 2008 en Madrid.
2006
El Premio Bernácer 2006 fue otorgado a la economista francesa,  Hélène Rey (Universidad de Princeton), “por su contribución en la investigación de los determinantes y las consecuencias del comercio exterior y desequilibrios financieros, la teoría de las crisis financieras y la internalización de la divisa. Su contribución ayuda a mejorar el entendimiento de las conexiones entre globalización, tipos de cambio y mercado exterior”.
La ceremonia del premio tuvo lugar el 21 de mayo del 2007 en Madrid.
2005
El Premio Bernácer 2005 fue otorgado a la economista alemana,  Monika Piazzesi (Universidad de Stanford), “por su contribución en el 
desarrollo de un enfoque unificado que mejore el entendimiento de la conexión entre precios de activos (incluyendo bonos, acciones e inmuebles) y las características institucionales de la política monetaria y el ciclo económico”.
La ceremonia del premio tuvo lugar el 31 de mayo del 2006 en Madrid.
2004
El Premio Bernácer 2004 fue otorgado a la economista alemana,  Stephanie Schmitt-Grohe (Universidad de Duke), “por su contribución para desarrollar y aplicar herramientas para la evaluación de políticas de estabilización macroeconómica (fiscal y monetaria) en el contexto de economías sujetas a distorsiones reales y nominales”.
La ceremonia del premio tuvo lugar el 29 de junio del 2005 en Madrid.
2003
El Premio Bernácer 2003 fue otorgado al economista italiano,  Luigi Zingales (Escuela de Negocios de Booth), “por su contribución en la investigación de los mercados financieros y de la lucha contra la pobreza”.
La ceremonia del premio tuvo lugar el 19 de abril de 2004 en Madrid.
2002
El Premio Bernácer 2002 fue otorgado al economista español,  José Manuel Campa (IESE Business School), “por su contribución en la investigación del comportamiento del tipo de cambio y de las finanzas internacionales”.
La ceremonia del premio tuvo lugar el 3 de diciembre del 2002 en Alicante.
2001
El Premio Bernácer 2001 fue otorgado al economista irlandés,  Philip R. Lane (Trinity College), “por su contribución en la economía montería europea”.
La ceremonia del premio tuvo lugar el 23 de noviembre de 2001 en Madrid.

## Comité de Selección
Las nominaciones al premio son evaluadas por un Comité de Selección independiente integrado por miembros reconocidos de la comunidad académica. Desde  la primera edición del premio, el Comité de Selección ha sido presidido por un miembro de la Junta Ejecutiva del Banco Central Europeo: Otmar Issing (2001), Lucas Papademos (2002-2010) and Vitor Constâncio (2011-2015). El secretario del Comité de Selección es un miembro del Observatorio del Banco Central Europeo.
Miembros del Comité de Selección (2001-2017):
- Otmar Issing, miembro de la Junta Ejecutiva del  Banco Central Europeo. Presidente del Comité de Selección (2001).
- Miguel Sebastian, profesor de la Universidad Complutense de Madrid. Secretario del Comité de Selección (2001-2002).
- Francesco Giavazzi, profesor de economía del MIT y profesor de economía en el IGIER, Universidad de Bocconi.
- Charles Goodhart, profesor de London School of Economics.
- Charles Wiplosz, profesor de economía del Instituto Universitario de Altos Estudios Internacionales, Génova.
- Lucas Papademos, vicepresidente del Banco Central Europeo. Presidente del Comité de Selección (2002-2010).
- Juan J. Dolado, profesor de economía del Instituto Universitario Europeo. Secretario del Comité de Selección (2003-2015).
- Jordi Gali, profesor de economía de la Universidad Pompeu Fabra y director del CREI.
- Eduardo Schwartz, profesor de economía y finanzas de UCLA Anderson School of Management.
- José Viñals, director del Departamento Monetario y de Mercado de Capitales del FMI.
- Edward C. Prescott, Premio del Banco de Suecia en Ciencias Económicas en memoria de Alfred Nobel en 2004 y profesor de economía de la Universidad Estatal de Arizona.
- Vítor Constâncio, vicepresidente del Banco Central Europeo. Presidente del Comité de Selección (2011-2015).
- Evi Pappa, profesor de economía del Instituto Universitario Europeo.

## Sobre los galardonados

### Nacionalidad del galardonado
| N.º galardonados | País        | Galardonado                                                                             |
| ---------------- | ----------- | --------------------------------------------------------------------------------------- |
| 1                | Irlanda     | Philip R. Lane                                                                          |
| 1                | España      | José Manuel Campa                                                                       |
| 2                | Italia      | Luigi Zingales y Verónica Guerrieri                                                     |
| 4                | Alemania    | Stephanie Schmitt-Grohe, Monika Piazzesi, Markus Brunnermeier y Benjamin Moll.          |
| 5                | Francia     | Hélène Rey, Pierre-Olivier Gourinchas, Emmanuel Farhi, Xavier Gabaix y Thomas Philippon |
| 1                | Dinamarca   | Lasse H. Pedersen                                                                       |
| 1                | Reino Unido | Nicholas Bloom                                                                          |
| 1                | Bélgica     | Stijn Van Nieuwerburgh                                                                  |
| 1                | Portugal    | Ricardo Reis                                                                            |

### Afiliación universitaria
| Universidad                                               | País           | Galardonado                                                                 |
| --------------------------------------------------------- | -------------- | --------------------------------------------------------------------------- |
| Trinity College Dublin                                    | Irlanda        | Philip R. Lane                                                              |
| IESE Business School                                      | España         | José Manuel Campa                                                           |
| Escuela de Negocios de Booth                              | Estados Unidos | Luigi Zingales y Verónica Guerrieri                                         |
| Universidad de Duke                                       | Estados Unidos | Stephanie Schmitt-Grohe                                                     |
| Universidad de Stanford                                   | Estados Unidos | Monika Piazzesi y Nicholas Bloom                                            |
| Universidad de Princeton                                  | Estados Unidos | Hélène Rey, Markus Brunnermeier y Benjamin Moll                             |
| University of California en Berkeley                      | Estados Unidos | Pierre-Olivier Gourinchas                                                   |
| Universidad de Harvard                                    | Estados Unidos | Emmanuel Farhi                                                              |
| Escuela de Negocios Stern de la Universidad de Nueva York | Estados Unidos | Xavier Gabaix, Lasse H. Pedersen, Thomas Philippon y Stijn Van Nieuwerburgh |
| Escuela de Negocios de Copenhague                         | Dinamarca      | Lasse H. Pedersen                                                           |
| London School of Economics                                | Reino Unido    | Ricardo Reis                                                                |

### Género del galardonado
| Género | N.º galardonados | Galardonado |
| ------ | ---------------- | --- |
| Mujer  | 4 (23.5%)        | Stephanie Schmitt-Grohe, Monika Piazzesi, Hélène Rey y Veronica Guerrieri. |
| Hombre | 13 (76.5%)       | Philip R. Lane, José Manuel Campa, Luigi Zingales, Markus Brunnermeier, Pierre-Olivier Gourinchas, Emmanuel Farhi, Xavier Gabaix, Thomas Philippon, Lasse H. Pedersen, Nicholas Bloom, Stijn Van Nieuwerburgh, Ricardo Reis y Benjamin Moll. |